# Schlacht an der Oberen Baetis
Saguntum – Lilybaeum II – Rhone – Ticinus – Trebia – Cissa – Trasimenischer See – Ager Falernus – Geronium – Cannae – Nola I – Nola II – Ibera – Cornus – Nola III – Beneventum I – Syrakus – Tarentum I – Capua I – Beneventum II – Silarus – Herdonia I – Obere Baetis – Capua II – Herdonia II – Numistro – Asculum – Tarentum II – Neu Karthago – Baecula – Grumentum – Metaurus – Ilipa – Crotona – Große Felder – Cirta – Zama
Die Schlacht an der Oberen Baetis ist ein Überbegriff für mehrere Gefechte zwischen Römern und Karthagern am Oberlauf des Flusses Baetis um 211 v. Chr. Die zwei wichtigsten waren die Schlacht von Castulo, dem heutigen Cazlona und die Schlacht von Ilorica. Sie endeten alle mit karthagischen Siegen.

## Vorgeschichte
Die beiden Brüder Publius Cornelius Scipio und Gnaeus Cornelius Scipio Calvus hatten ihr Marschlager an der Oberen Baetis aufgeschlagen. Ihr Heer war zuvor durch Keltiberische Truppen aufgestockt worden, sodass die römische Armee 50.000 Infanteristen und 3.000 Reiter zählte. Durch Aufklärer erhielten die Römer die Nachricht, der Bruder Hannibals; Hasdrubal Barkas, habe das karthagische Heer mit Hasdrubal (Sohn Gisgos) geteilt und lagere nun nicht weit voneinander entfernt am Fluss Obere Baetis. Publius Scipio plante eine Doppelschlacht, in der er die beiden Heere getrennt schlagen wollte. Es folgten also innerhalb weniger Tage die Schlacht von Castulo und die Schlacht von Ilorica (neben vielen kleineren Gefechten).

## Schlacht von Castulo
Gnaeus Scipio, der für Hasdrubal (Sohn Gigos) eingeteilt worden war, erreichte das karthagische Lager vor seinem Bruder. Hasdrubal selbst war allerdings von einem Vorrücken der Römer schon informiert worden und konnte entsprechende Vorbereitungen für die Schlacht treffen. Außerdem gelang es ihm, den Offizier der Keltiberischen Söldner auf der Seite der Römer zu bestechen, sodass er während der Schlacht Hilfe aus dem Heer der Römer erhalten konnte.
Als Gnaeus Scipio nun in der Nähe von Castulo sein Lager aufschlug, liefen die keltiberischen Söldner in der Nacht zu den Karthagern über. Die Römer bemerkten die Flucht aber schon bald und Scipio selbst setzte mit seinem Heer nach, um die Söldner vor dem Lager des Hasdrubals (Sohn Gigos) noch stoppen zu können. Um das Lager nicht ungeschützt zu lassen, blieben 2.000 Legionäre unter der Führung des Legaten Tiberius Fonteus im römischen Lager.
Das römische Heer marschierte die Nacht durch, keltischen Reiter war es allerdings gelungen, die Karthager zu informieren, sodass diese nun zum Ort der Schlacht als Verstärkung kommen konnten. In den frühen Morgenstunden kam es zur Schlacht.
Als das karthagische Heer kam, waren die römischen Legionen in erster Linie verwirrt; Gnaeus Scipio gelang es jedoch, seine Krieger in geordneter Formation angreifen zu lassen. Wie so oft war die numidische Kavallerie Schlüssel des Erfolgs der Karthager. Sie griffen das römische Heer von hinten an und töteten Publius Scipio. Nach dem Tod des Feldherrn verließ viele Römer der Mut und sie flohen vom Schlachtfeld. Hasdrubal (Sohn Giskos) ließ die Fliehenden aber verfolgen, sodass viele noch niedergemacht wurden. Nur einer Handvoll gelang der Rückzug ins Lager. Tiberius Fonteus verließ, nachdem er von der Niederlage gehört hatte, mit seinem Heer und den Resten des Anderen das Lager und marschierte zurück nach Mittelitalien.

## Schlacht von Ilorica
Gnaeus Cornelius Scipio Calvus hatte den Großteil seines Heeres mit dem Wegfallen der Söldner verloren. Als er nun hörte, dass die karthagischen Heere sich wieder vereinten, verließ er aufgrund der Übermacht seine Position. Er wusste nichts vom Tod seines Bruders. Daher rechnete er mit Verstärkung, wenn er sein Lager bei Ilorica aufschlug. Die Römer wurden unterdessen verfolgt, also versuchten sie sich in der Ebene bei Ilorica zu verschanzen. Es gelang ihnen allerdings nicht, schnell Gräben zu errichten, da der Boden viel zu steinig war. Die Karthager überrannten die römischen Stellungen und töteten Publius Scipio sowie den Großteil seiner Armee.

## Folgen
Die beiden Restheere zogen zurück nach Rom ohne weiter verfolgt zu werden. Claudius Nero versuchte noch einige, wenig erfolgreiche Rachefeldzüge. Das entscheidende Ereignis in diesem Krieg war im Folgejahr die Zweite Schlacht von Capua.